# Nicolas de Catinat

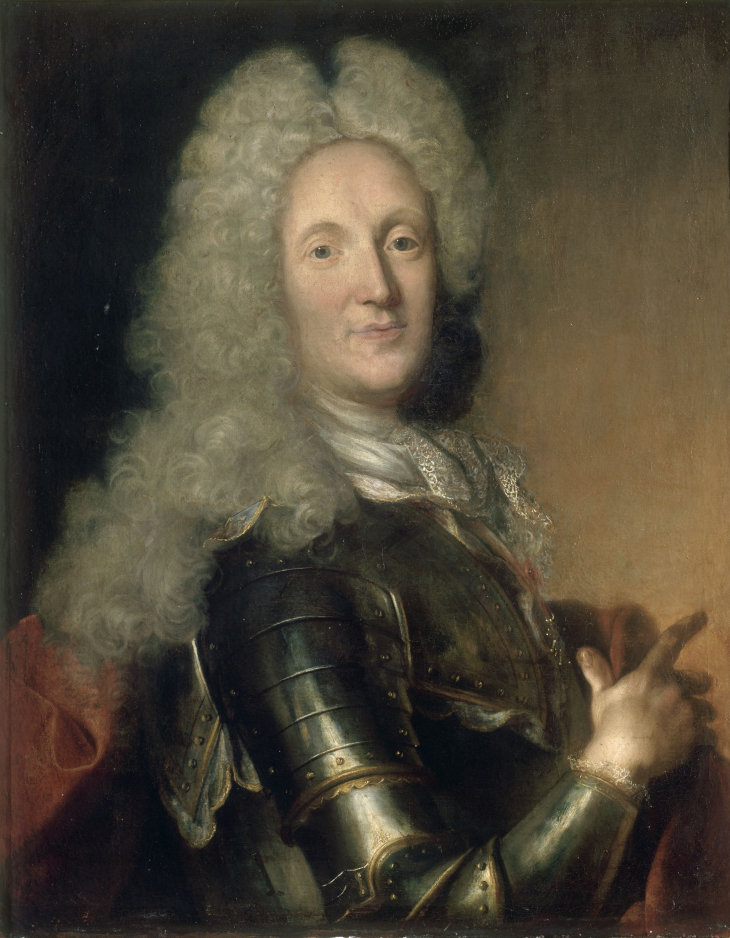
Nicolas Catinat, seigneur de Saint-Gratien (1637–1712)

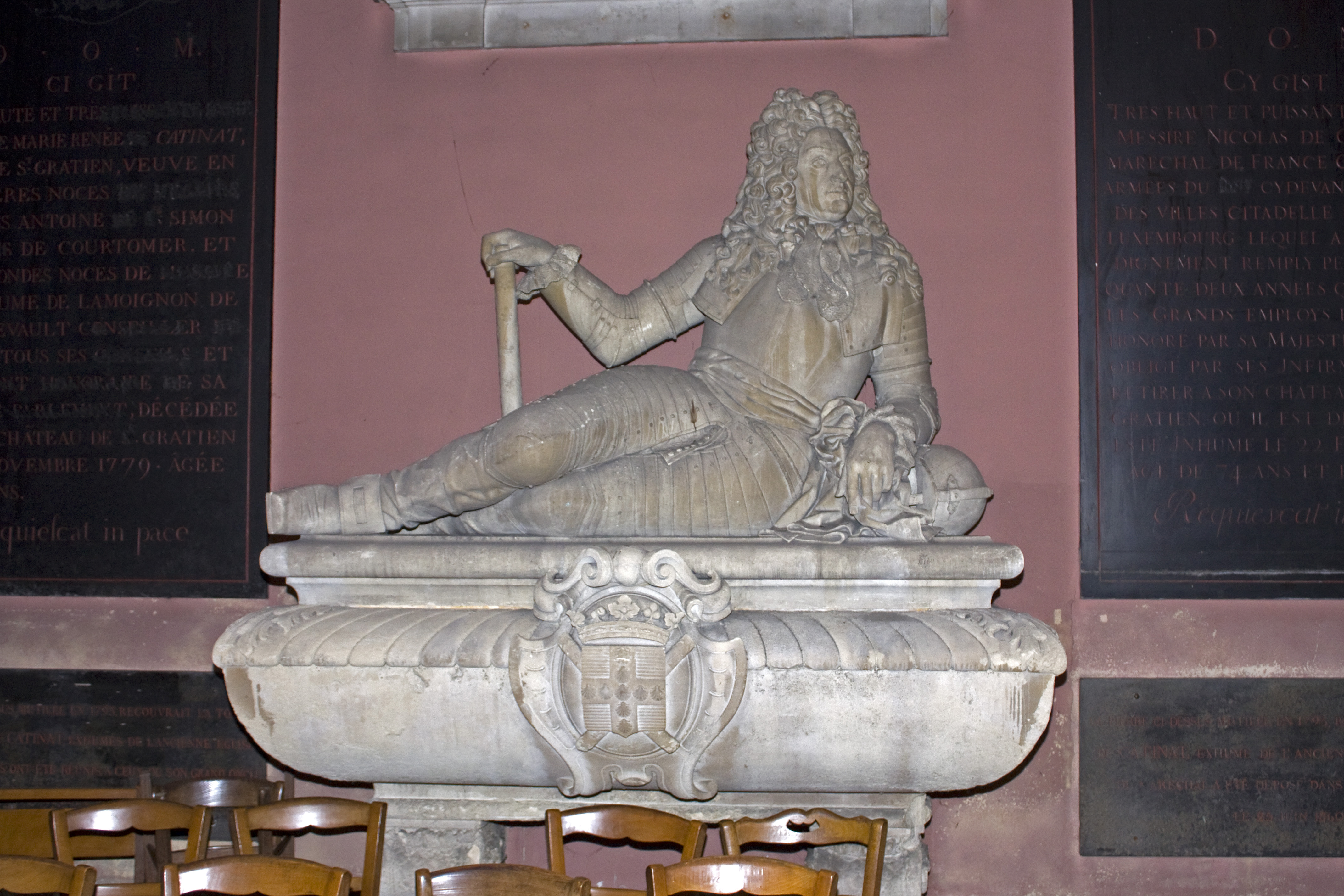
Grabmal des Marschalls in der Kirche von Saint-Gratien

Nicolas III. de Catinat de La Fauconnerie, Seigneur de Saint-Gratien (* 1. September 1637 in Paris; † 25. Februar 1712 auf Schloss St.-Gratien bei Saint-Denis), war ein Marschall von Frankreich.

## Leben
Catinat, aus dem Kleinadel der Grafschaft Perche stammender Sohn des Magistraten Nicolas II. de Catinat und der Catherine Poille, war anfangs Jurist, trat dann ins Militär ein und zeichnete sich bei der Belagerung von Lille 1667 unter den Augen des Königs so aus, dass er als Sous-lieutenant zum Régiment des Gardes françaises versetzt wurde. Er nahm von 1672 bis 1675 am Holländischen Krieg teil, wurde 1676 zum Generalstab der Armee des Marschalls von Rochefort versetzt und bald darauf zum Brigadier des armées du roi und Kommandanten in Dünkirchen, später zum Generalinspektor der Armee und 1681 zum Maréchal de camp befördert.
1686 wurde er von Ludwig XIV. gegen die Waldenser im südlichen Frankreich geschickt, ein Henkersdienst, der seiner sonst humanen Natur widersprach. Er wurde dann 1687 Gouverneur von Luxemburg und zeichnete sich 1688 als Lieutenant-général bei der Belagerung von Philippsburg aus. Von François de Louvois erhielt er anschließend den Oberbefehl in Jülich und Limburg und die Weisung, das Land völlig zu verwüsten (bien brûler). Trotzdem verfuhr er so menschlich wie möglich.
Den Herzog Viktor Amadeus II. von Savoyen, der mit dem Kaiser Leopold und mit Spanien eine geheime Allianz geschlossen hatte, schlug er am 18. August 1690 in der Schlacht bei Staffarda, nahm Susa, belagerte 1691 Nizza, Carmagnola und das Schloss Montmélian und eroberte den größten Teil Piemonts. Er wurde 1693 für die erfolgreiche Verteidigung der Dauphiné zum Marschall von Frankreich befördert. Danach siegte er in Schlacht bei Marsaglia und vermittelte am 29. August 1696 den Frieden zu Turin. Danach ging er bald als Befehlshaber eines Korps nach Flandern, wo er am 5. Juni 1697 Ath eroberte.
Seit dem Frieden von Rijswijk (1697) lebte Catinat als Privatmann in Paris, bis ihm 1701 der Oberbefehl über die französische Armee im Mailändischen übertragen wurde. Am 9. Juli 1701 vom Prinzen Eugen in der Schlacht bei Carpi geschlagen, verlor er das Kommando, befehligte 1702 aber wieder im Elsass. Nachdem er bald darauf seinen Abschied genommen hatte, starb er am 25. Februar 1712 auf seinem Gut in St.-Gratien bei St.-Denis (vorher Eigentum der Herzöge von Montmorency). Er ist in der Kapelle des Ortes begraben. 
Catinat war nicht bloß ein tapferer, umsichtiger General, sondern auch ein wegen seiner Humanität und Uneigennützigkeit achtungswerter Charakter, daher auch bei Volk und Armee sehr populär. Seine Memoiren wurden 1819 veröffentlicht (Paris, 3 Bände). Zu Ehren dieses Mannes übernahm die Stadt Saint-Gratien das Wappen der Catinats im Juli 1994 als Stadtwappen. In Nantes ist ein Platz nach ihm benannt.

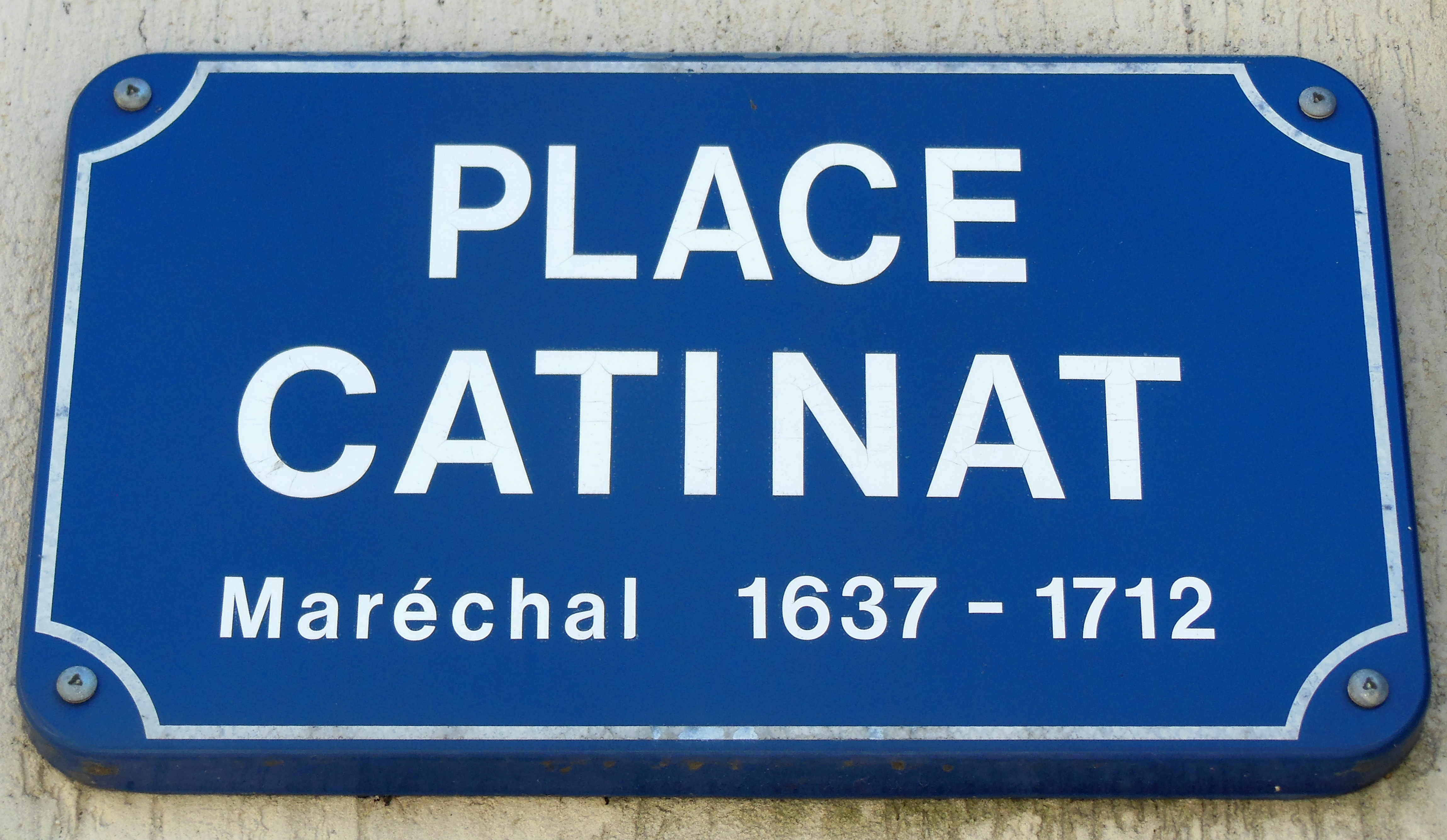